# Eremopola grammoscelis
Eremopola grammoscelis är en fjärilsart som beskrevs av Rothschild. Eremopola grammoscelis ingår i släktet Eremopola och familjen nattflyn. Inga underarter finns listade i Catalogue of Life.